# Masa de Crăciun
Masa de Crăciun este masa principală tradițională din Ajunul Crăciunului sau din ziua de Crăciun. Tradițiile privind masa de Crăciun variază de la țară la țară de-a lungul globului pământesc, reflectând cultura țării în care este celebrată. În multe țări preparatele din curcan sunt nelipsite de pe masa de Crăciun, în altele (Rusia, România, Republica Moldova etc.) cele din carne de porc, pește (Polonia), iepure sau gâsca cu mere (Rusia).

## Bulgaria

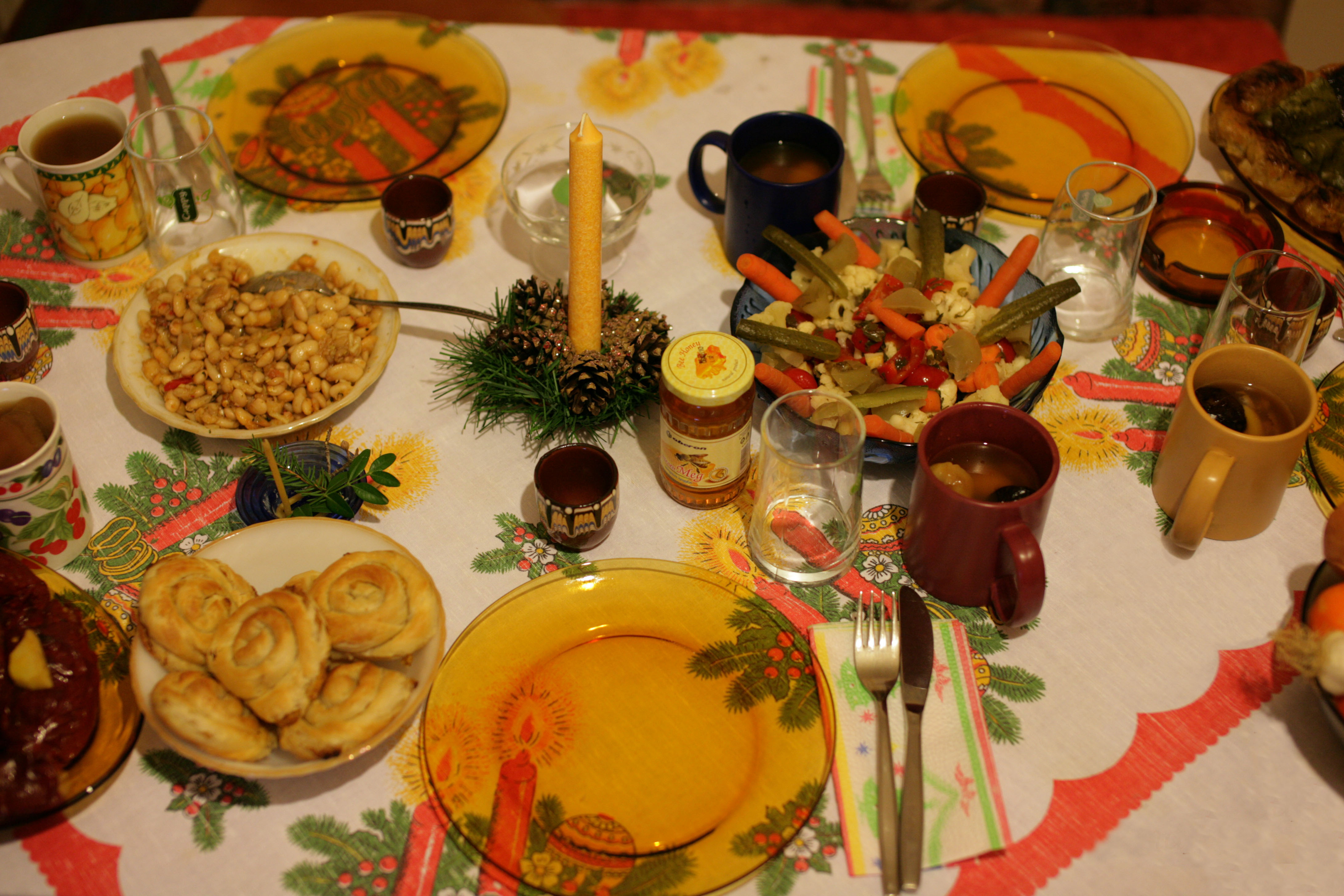
O masă bulgărească din Ajunul Crăciunului

În Ajunul Crăciunului se servește budincă bulgărească (Бъдник).

## Polonia

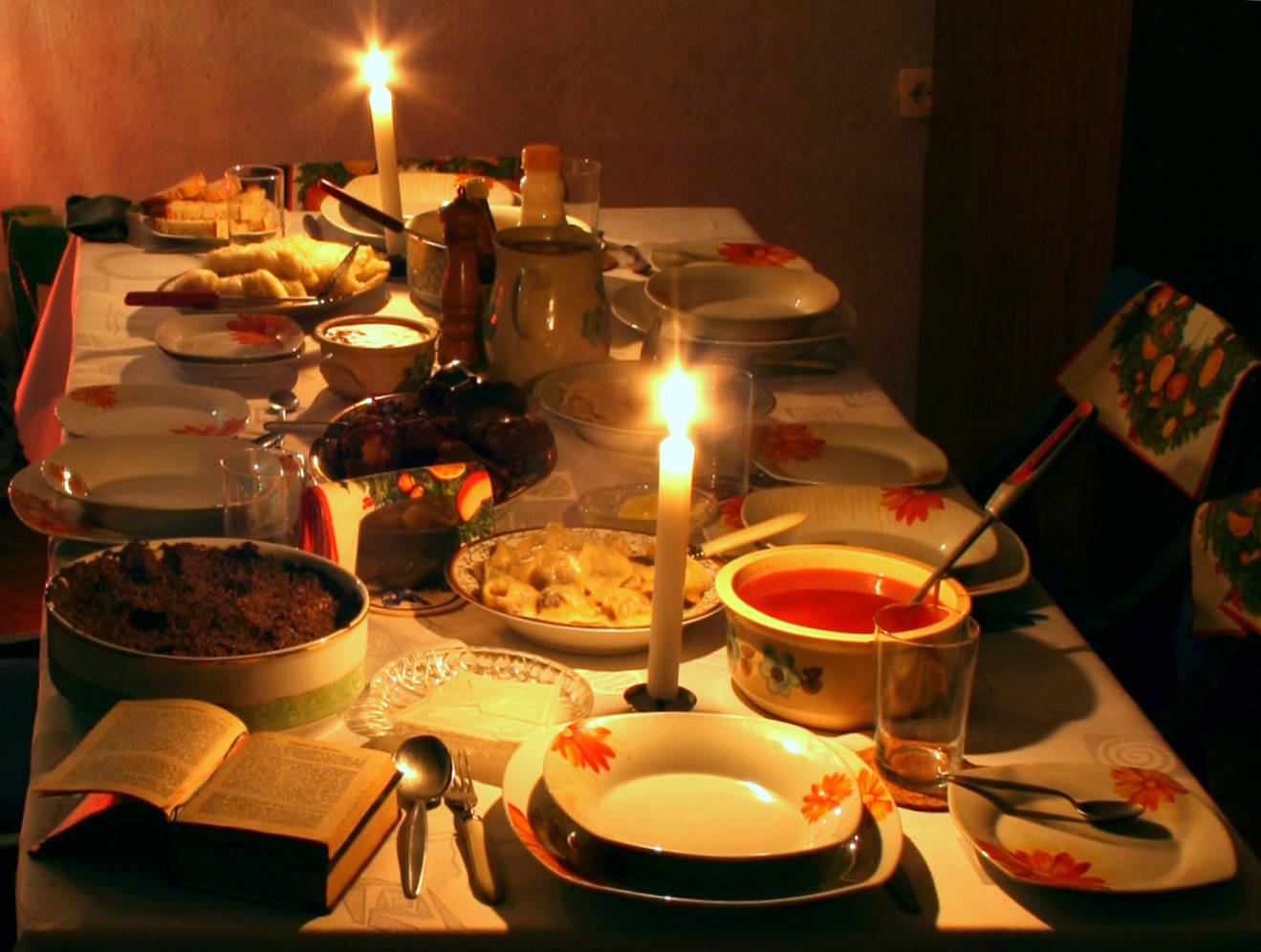
Cina din Ajunul Crăciunului în Polonia.

În Polonia, Ajunul Crăciunului este inițial o zi de post, apoi, seara, de ospăț. Festinul Wigilia începe la apariția primei stele. Nu se sevește carne roșie, doar pește, de obicei, crap. Cina, care include multe feluri de mâncăruri și deserturi tradiționale, poate dura uneori mai mult de două ore. Acesta este urmată de schimbul de cadouri. Ziua următoare, ziua de Crăciun, este de obicei petrecută cu vizite la prieteni. În tradiția poloneză, de Crăciun oameni combină religia cu apropierea familiară. Deși oferirea cadourilor joacă un rol important în ritualurile de Crăciun, accentul este pus mai mult pe pregătirea unor produse alimentare speciale și a decorațiunilor.

## România

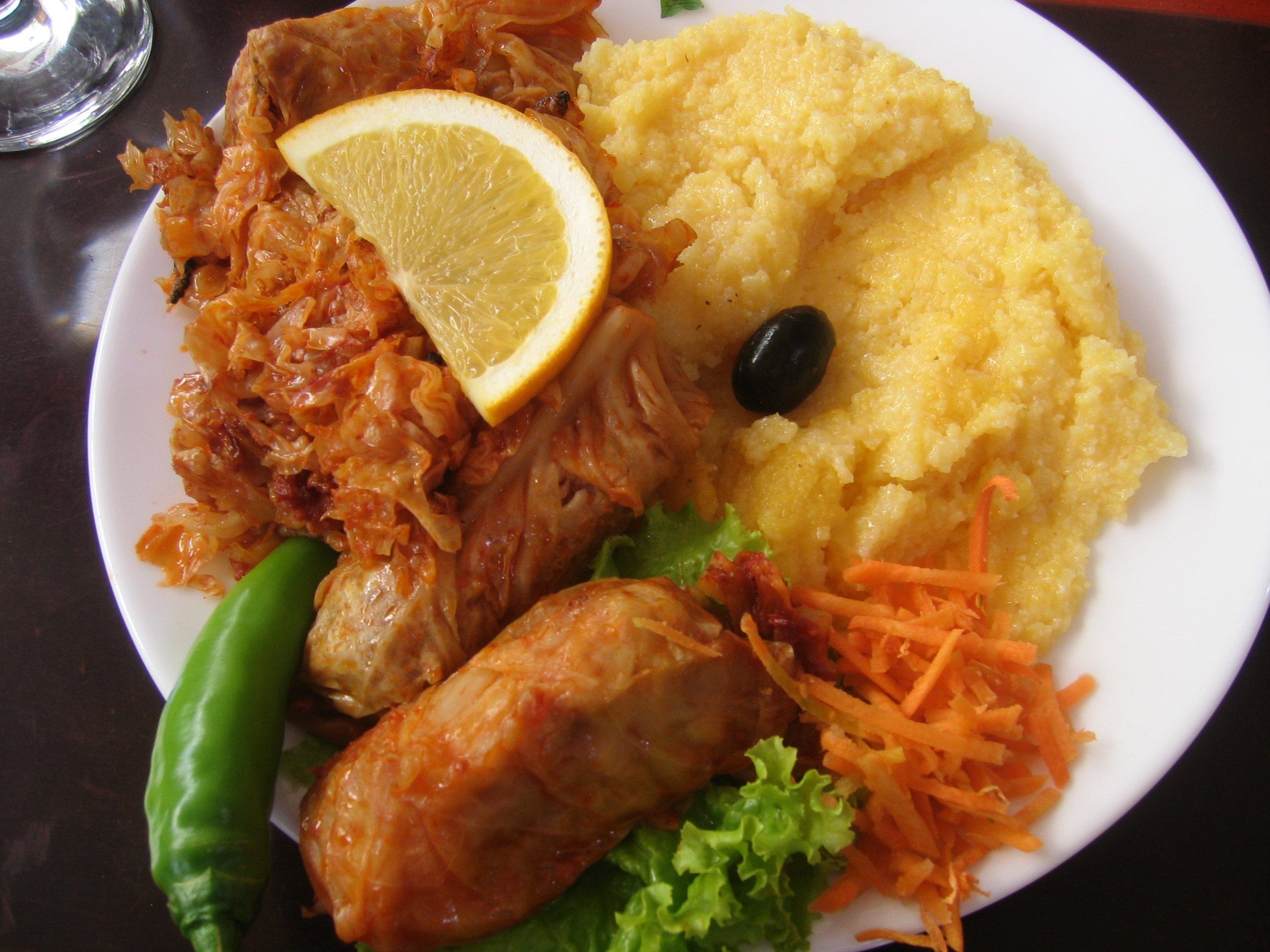
Sarmale cu mămăligă pe masa de Crăciun.

În România pregătirile încep din ziua de Ignat, când se taie porcii iar copiii merg la colindat (după Bolindeți) și primesc covrigi, mere, nuci sau portocale.
În ziua de Crăciun se servesc cârnați, caltaboși, sarmale, lebăr, piftie, tobă, salată de boeuf și alte alimente.

## Rusia
Masa tradițională de Crăciun este foarte bogată, uneori principalul fel de mâncare este gâsca cu mere, rață cu mere sau purcel umplut. Se pregătesc numeroase mâncăruri cu carne și diferite dulciuri: biscuiți în formă de fulgi de nea, colaci, chifle sau plăcinte. În trecut femeile ornau torturile în formă de ceas care arăta aproape de miezul nopții, obicei care s-a răspândit și la decorațiuni, fiind foarte căutate globurile de Crăciun sub formă de ceas.